# Semialgebraische Menge
Eine semialgebraische Menge ist in der Mathematik eine durch eine endliche Menge polynomieller Gleichungen und Ungleichungen gegebene Teilmenge eines {\displaystyle \mathbb {R} ^{n}}.
Eine semialgebraische Menge ist also von der Form
{\displaystyle X=\bigcup _{i=1}^{p}\bigcap _{j=1}^{q}X_{ij}},
wobei jedes {\displaystyle X_{ij}} entweder von der Form {\displaystyle \left\{x\in \mathbb {R} ^{n}\colon f_{ij}(x_{1},\ldots ,x_{n})=0\right\}} oder von der Form {\displaystyle \left\{x\in \mathbb {R} ^{n}\colon f_{ij}(x_{1},\ldots ,x_{n})>0\right\}} für ein Polynom {\displaystyle f_{ij}\in \mathbb {R} \left[x_{1},\ldots ,x_{n}\right]} ist. Falls nur Gleichungen und keine Ungleichungen vorkommen, handelt es sich um eine algebraische Menge.
Allgemeiner können semialgebraische Mengen über beliebigen reell-abgeschlossenen Körpern definiert werden.
Ebenso wie im Fall algebraischer Mengen sind endliche Vereinigungen und Durchschnitte semialgebraischer Mengen wieder semialgebraisch. Anders als bei algebraischen Mengen sind Komplemente semialgebraischer Mengen ebenfalls semialgebraisch. Eine wichtige Eigenschaft semialgebraischer Mengen beschreibt der Satz von Tarski-Seidenberg: Wenn {\displaystyle A\subset \mathbb {R} ^{n+1}} eine semialgebraische Menge und {\displaystyle \pi \colon \mathbb {R} ^{n+1}\to \mathbb {R} ^{n}} die Projektion auf die ersten {\displaystyle n} Koordinaten ist, dann ist {\displaystyle \pi (A)\subset \mathbb {R} ^{n}} eine semialgebraische Menge.
Anders als subanalytische Mengen bilden semialgebraische Mengen eine o-minimale Struktur.